# ناثان ميرفي (لاعب كرة قدم أسترالية)
ناثان ميرفي (بالإنجليزية: Nathan Murphy)‏ هو لاعب كرة قدم أسترالية أسترالي، ولد في 15 ديسمبر 1999.

## وصلات خارجية
- ناثان ميرفي على موقع AustralianFootball.com (الإنجليزية)
- ناثان ميرفي على موقع AFLtables.com (الإنجليزية)